# A NATO főtitkárainak listája
Ez a lista a NATO főtitkárait tartalmazza 1952-től napjainkig.

## A NATO főtitkárai (1952-től)
| Sorszám | kép | Név                                     | hivatal kezdete     | hivatal vége         | Ország             |
| ------- | --- | --------------------------------------- | ------------------- | -------------------- | ------------------ |
| 1       |     | Hastings Ismay (1887–1965)              | 1952. április 4.    | 1957. május 16.      | Egyesült Királyság |
| 2       |     | Paul-Henri Spaak (1899–1972)            | 1957. május 16.     | 1961. április 21.    | Belgium            |
| 3       |     | Dirk Stikker (1897–1979)                | 1961. április 21.   | 1964. augusztus 1.   | Hollandia          |
| 4       |     | Manlio Brosio (1897–1980)               | 1964. augusztus 1.  | 1971. október 1.     | Olaszország        |
| 5       |     | Joseph Luns (1911–2002)                 | 1971. október 1.    | 1984. június 25.     | Hollandia          |
| 6       |     | Peter Carington (1919–2018)             | 1984. június 25.    | 1988. július 1.      | Egyesült Királyság |
| 7       |     | Manfred Wörner (1934–1994)              | 1988. július 1.     | 1994. augusztus 13.  | Németország        |
| -       |     | Sergio Balanzino (1934–2018) (átmeneti) | 1994. augusztus 13. | 1994. október 17.    | Olaszország        |
| 8       |     | Willy Claes (1938)                      | 1994. október 17.   | 1995. október 20.    | Belgium            |
| -       |     | Sergio Balanzino (1934–2018) (átmeneti) | 1995. október 20.   | 1995. december 5.    | Olaszország        |
| 9       |     | Javier Solana (1942)                    | 1995. december 5.   | 1999. október 6.     | Spanyolország      |
| 10      |     | George Robertson (1946)                 | 1999. október 14.   | 2003. december 17.   | Egyesült Királyság |
| -       |     | Alessandro Minuto-Rizzo (1940) ügyvivő  | 2003. december 17.  | 2004. január 1.      | Olaszország        |
| 11      |     | Jaap de Hoop Scheffer (1948)            | 2004. január 1.     | 2009. augusztus 1.   | Hollandia          |
| 12      |     | Anders Fogh Rasmussen (1953)            | 2009. augusztus 1.  | 2014. szeptember 30. | Dánia              |
| 13      |     | Jens Stoltenberg (1959)                 | 2014. október 1.    | 2024. október 1.     | Norvégia           |
| 14      |     | Mark Rutte (1967)                       | 2024. október 1.    |                      | Hollandia          |